# Jack Lisowski
Jack Lisowski (* 25. června, 1991, Cheltenham, Anglie) je od roku 2010 profesionální hráč snookeru. Patří k mladým nadějím, hraje levou rukou a vyznává útočný snooker. Jeho tágo je vyrobené u světoznámé londýnské firmy Johna Parrise (Parris Cues).

## Kariéra

### Amatér
Jack Lisowski vstoupil do snookerového klubu Westgate Snooker Club v Gloucesteru, když mu bylo osm let, ale jeho zájem o tuto hru se projevoval již v pěti letech. Jeho talent objevil Derek Ayland. Tréninkové hodiny dostával od bývalého profesionálního hráče Nicka Pearce. Jack nahrál svůj první stovkový break, když mu bylo deset let.
Prvním velkým turnajem, kde Jack slavil úspěch, byl Pontin's Star Of The Future v roce 2002. Ve finále porazil Michaela Whitea 2-1 a následně také vyhrál titul English Under-13, když porazil ve finále Liama Highfielda. Ve 13 letech dosáhl čtvrtfinále v European Under-19 v lotyšské Rize.
Jack se v roce 2007 dostal do finále Junior Pot Black s Mitchellem Mannem.
V šestnácti letech po ukončení školy se rozhodl, že bude profesionálem. V témž roce byl však u Jacka zjištěn Hodgkinův lymfom, což je maligní onemocnění lymfatických uzlin. Jack se musel podrobit náročné osmiměsíční léčbě, která byla úspěšná, a Jack se v následujícím roce mohl vrátit k zelenému stolu. Začal hrát v turnajích Pontin's International Open Series (PIOS), kde se dostal do finále druhé události, a to ho povzbudilo.
Jack Lisowski v roce 2009 obdržel roční stipendium na Paul Hunter Scholarship, kde měl možnost trénovat s profesionály.
V sezóně 2009/10 hrál Jack ve všech událostech PIOS a vyhrál první a poslední. Nasbíral 1.140 bodů, což byl rekord v pětileté historii této soutěže. Jack se také stal vítězem English Amateur Championship 2010. Kvalifikoval se do hlavní tour a jeho cesta profesionálního hráče snookeru začala.

### Sezóna 2010/2011
Ve svém prvním roce na okruhu se Jack Lisowski připojil ke Grove Leisure v Romfordu. Je to změna proti klidnému Sheffieldu a Jackovy úspěchy na sebe nenechají dlouho čekat. Již ve třetí události série menších bodovaných turnajů Players Tour Championship (dále jen PTC) v Sheffieldu se Jack probojoval do finále s Tomem Fordem, který zvítězil 4-0. Mark Selby s ním prohrál 4-3 v semifinále, když Jack ztrácel 1-3.

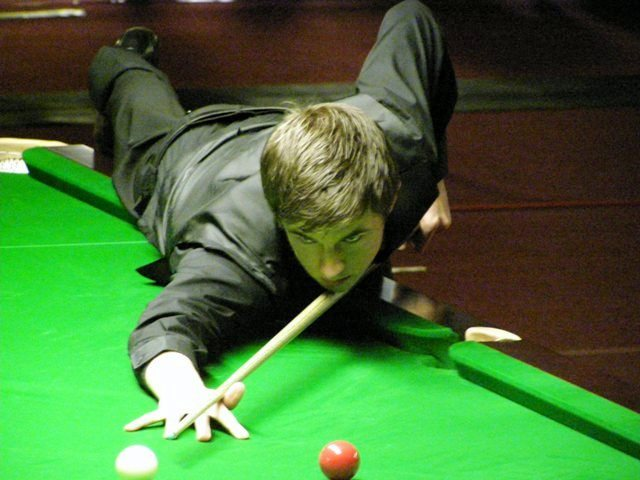
Jack Lisowski v Praze na PTC 2011

European Players Tour Championship (EPTC 1) v německém Fürthu znamenal pro Jacka čtvrtfinále a v PTC 4 v Gloucesteru došel Jack do last 16 v této sérii turnajů. Úspěch ve třetí události PTC mu zajistil účast před televizními kamerami na Players Tour Championship Grand Final v březnu v Dublinu.
V průběhu sezóny se Jack kvalifikoval do dvou bodovaných turnajů. Pro postup na German Masters porazil v závěrečném kole Marcuse Campbella 5-3 a pro postup na Welsh Open Martina Goulda 4-3. Dostal se tak mezi 32 nejlepších hráčů.
V prvním kole German Masters proti Jackovi nastoupil Ricky Walden. Zápas skončil 5-2 pro Waldena.
V prvním kole Welsh Open měl Jack proti sobě Johna Higginse, který si zajistil postup do dalšího kola výhrou 4-3 v rozhodujícím framu.Jen velmi těsně Jack prohrál v kvalifikacích pro mistrovství světa ve čtvrtém kole s legendou Stevem Davisem 10-9.
Jack zakončil sezónu na 52. místě světového žebříčku. Na slavnostním večeru v hotelu Dorchester v Londýně 6. května 2011 dostal na World Snooker Awards 2011 cenu "Rookie of the Year".

### Sezóna 2011/2012
Jackovi se dařilo zejména na malých bodovaných turnajích Players Tour Championship. Dostal se do semifinále PTC 5 v Sheffieldu, ve kterém prohrál s Johnem Higginsem 4-1. Na PTC 6 v Aréně Ursynów ve Varšavě byl ve čtvrtfinále, kde prohrál se Stevem Davisem 2-4 a na PTC 9 v Antverpách dosáhl dalšího čtvrtfinále, kde prohrál s Graeme Dottem 4-2. Umístil se na 24. místě Order of Merit. Na PTC Grand Final zdolal v prvním kole Barry Hawkinse 4-3, ale prohrál v last 16 s Neilem Robertsonem 1-4.
Jack se kvalifikoval pro Shanghai Masters, když porazil 5-0 Davida Graceho a stejným výsledkem pak Mike Dunna, v last 48 pak Marca Fu 5-1. V hlavních kolech v Shanghaji měl první zápas proti Rouzi Maimaitimu z Číny, který dostal "wild card". V last 32 Jack prohrál s Jamiem Copem 5-3. Na mistrovství světa Jack neprošel, v šestém kvalifikačním kole ho vyřadil Alfie Burden 10-3. Sezónu zakončil jako světová čtyřicítka.

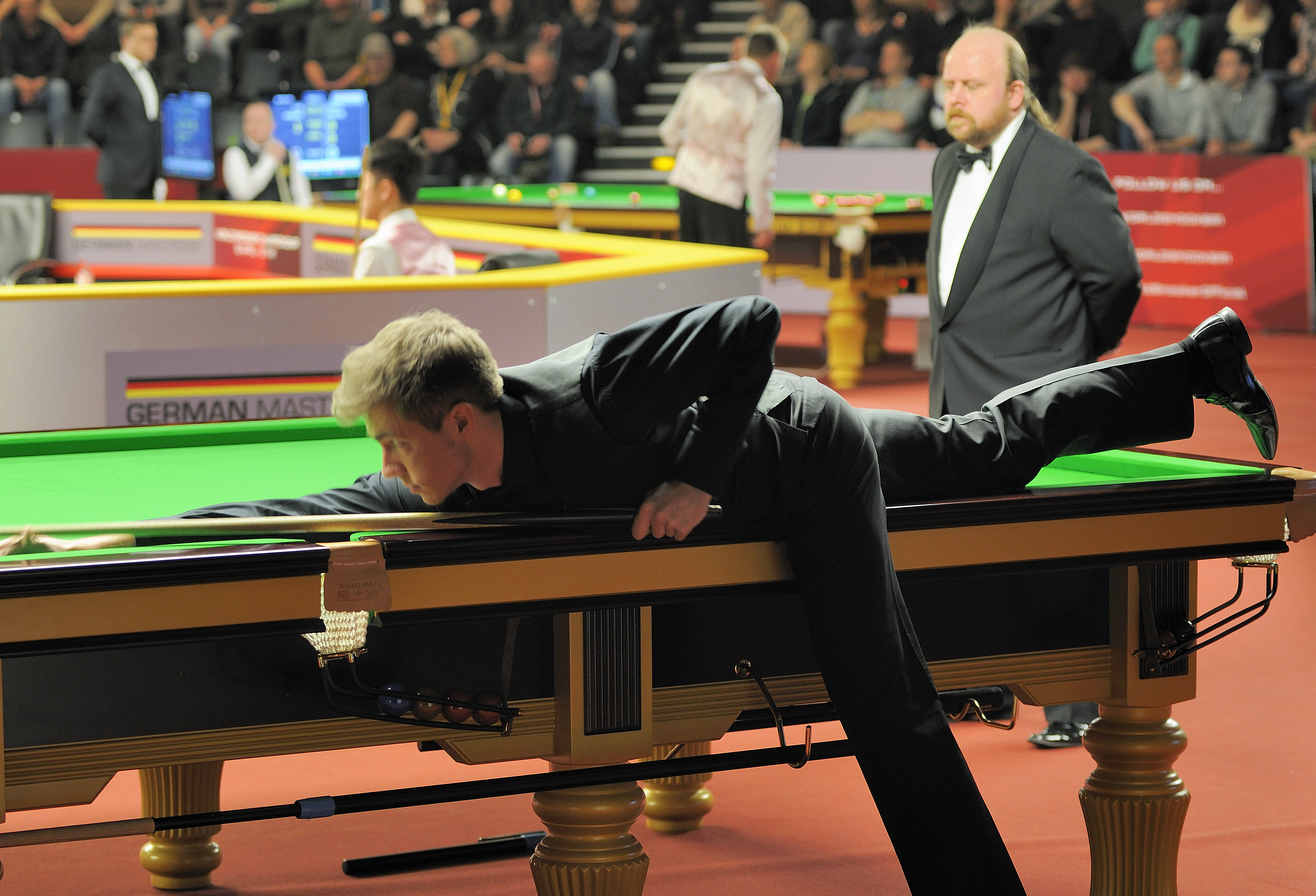
Jack Lisowski na German Masters 2014

### Sezóna 2012/2013
V sezóně 2012/2013 se Jack kvalifikoval do pěti bodovaných turnajů, včetně mistrovství světa. Na Australian Goldfields Open porazil Dave Harolda 5-2, ale prohrál 2-5 s Markem Davisem v prvním kole v Bendigu. Na PTC1 v Gloucesteru se probojoval do finále, když porazil Zaka Suretyho 4-0, Li Yana 4-3, Matthewa Couche 4-1, Davida Graceho 4-1, ve čtvrtfinále Judda Trumpa 4-3, v semifinále Marka Williamse 4-3 a ve finále prohrál 3-4 se Stephenem Maguirem. V kvalifikacích na UK Championship v last 64 proti čínskému hráči Chen Zhe měl první 147. Jack dále v turnaji porazil v last 48 Joe Perryho 6-4, ale prohrál v last 32 se Stuartem Binghamem 2-6. Na PTC 6 v Fürstenbfeldbrucku v Německu došel do last 16, kde prohrál s Rodem Lawlerem 4-1.
V PTC Grand Final vyřadil v prvním kole Marka Selbyho 4-3 a v last 16 prohrál s Tomem Fordem 4-3. Na China Open se probojoval do čtvrtfinále. V prvním kole kvalifikací zvítězil nad Ianem Burnsem 5-2, v druhém kole 5-3 nad Jamie Burnettem. Jack dostal proti sobě v Pekingu „wild card“ Zhou Yuelonga, nad kterým zvítězil 5-1, v last 32 porazil Judda Trumpa 5-3, Marka Davise 5-4, ale ve čtvrtfinále pak prohrál se Shaunem Murphym 5-4.
Jack se připravoval na svůj debut na mistrovství světa. V prvním kole World Championship měl za soupeře Barry Hawkinse, který ho porazil 10-3. Skončil tuto sezónu na 35. místě ve světovém žebříčku.

### Sezóna 2013/2014

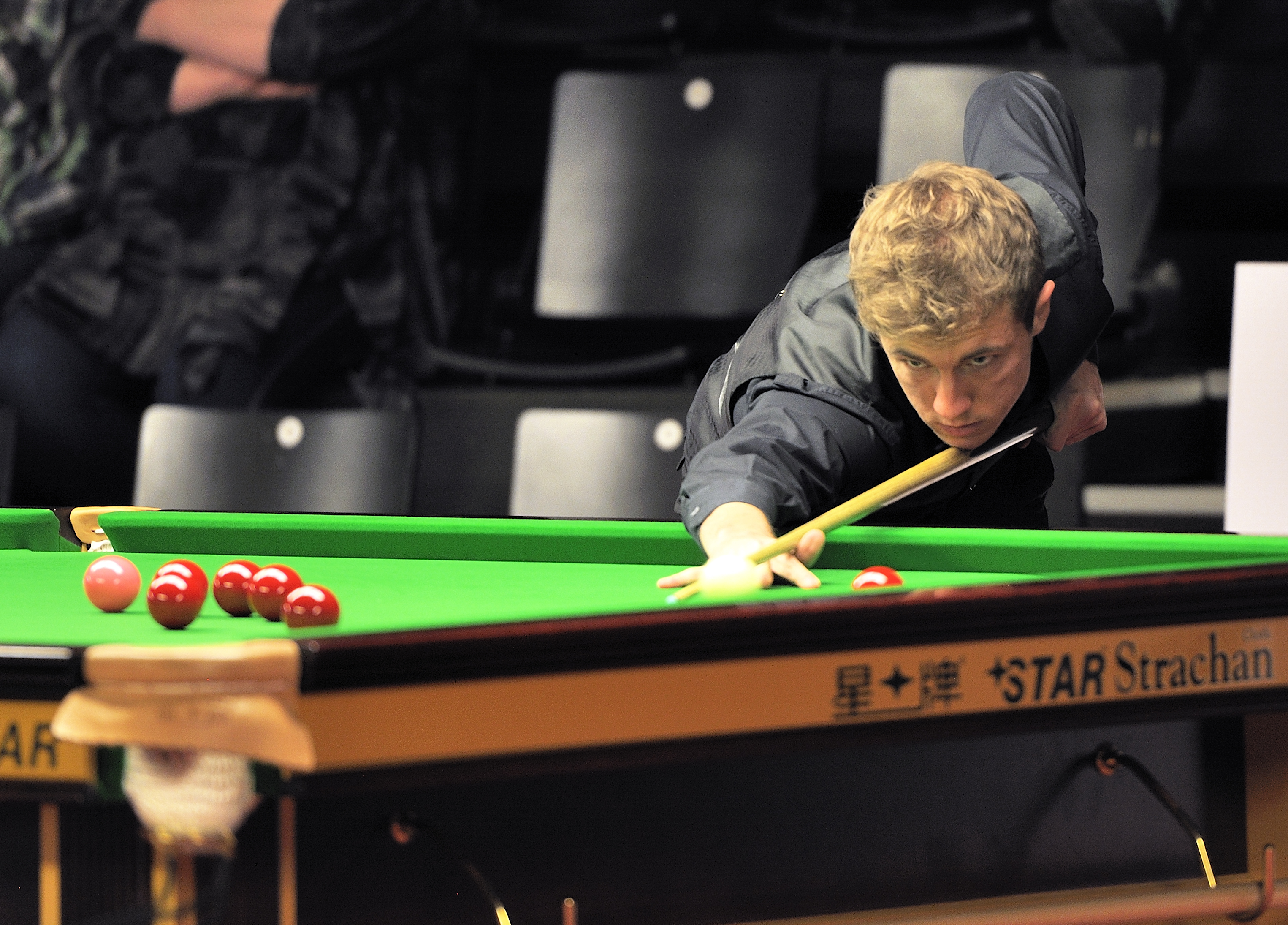
Jack Lisowski na German Masters 2014

Jackovi začala sezóna na malých bodovaných událostech (dříve PTC). Na European Tour v Sofii skončil v last 32 s Jimmy Robertsonem 4-2, ale na Asian Tour v Yixingu došel do last 16, kde prohrál s Cao Yupengem 4-3. Na Wuxi Classic se probojoval do last 32, kde prohrál s Markem Williamsem 5-4. Semifinále se Jack dočkal až na European Tour 7 v Antverpách, kde měl za soupeře Marka Selbyho, se kterým prohrál 4-2. Jack pak vypadl z UK Championship v prvním kole s Michaelem Lesliem. Na German Masters v last 32 prohrál s Alanem McManusem 5-2 a stejně tak v last 32 na Welsh Open s Barry Hawkinsem 4-3. Další lepší výsledek udělal na Asian Tour 4, kde ve čtvrtfinále prohrál se Stuartem Binghamem 4-2. Kvalifikoval se pro China Open, kde prohrál v prvním kole s Dominicem Daleem 5-3. Na mistrovství světa skončil v last 96 se Stuartem Carringtonem 10-7.

### Sezóna 2014/2015
Jack Lisowski se vrátil domů do Cheltenhamu, trénuje doma, kde si pořídil stůl, aby mohl stále zlepšovat svou hru. Na Wuxi Classic skončil v last 32 po prohře se Zao Xintongem 5-2. Na Australian Open vyhrál tři zápasy, za sebou nechal Olivera Linese 5-3, Jamese Cahilla 5-2 a Davida Gilberta 5-2. V last 32 prohrál se Shaunem Murphym 5-0. Jackovi se v sezóně moc nedařilo. Pokud zmíníme jen vyšší kola, bylo to last 32 na Shanghai Masters, kde prohrál s Dingem Junhui 5-1, last 32 na UK Championship, kde prohrál se Shaunem Murphym 6-4. Jack se nedokázal kvalifikovat na German Masters, neboť kvalifikace se konaly dva dny poté, co byl vyloupen jeho byt v Gloucesteru. V last 32 na China Open ho porazil Dechawat Poomjaeng 5-0. Sezónu ukončil v kvalifikacích na mistrovství světa, kde sice vyhrál první kolo nad Allanem Taylorem 10-7, ale v druhém ho vyřadil Jak Jones 10-5. Spadl tak na konci sezóny ve světovém žebříčku na 53. místo.

### Sezóna 2015/2016
Jack se kvalifikoval do Austrálie na Australian Goldfields Open, kde vypadl v prvním kole s Juddem Trumpem 0-5. 

## Život mimo snooker
Jack Lisowski se oženil s Američankou Jamie Livingston 23. února 2015 v Cheltenhamu.

## Úspěchy

### Amatér
- 2002 Pontin's Star Of The Future, vítěz
- 2002 English Under-13, vítěz
- 2004 European Under-19, Riga, čtvrtfinále
- 2007 Junior Pot Black, finále
- 2008/09 PIOS, druhá událost - vítěz
- 2009/10 PIOS, 2× semifinále, první a osmá událost - vítěz
- 2010 English Amateur Championship, vítěz

### Profesionál
- 2010 Players Tour Championship 3 (PTC3), finále (Jack Lisowski 0-4 Tom Ford)
- 2010 EPTC1, Fürth, Germany, čtvrtfinále
- 2011 Players Tour Championship Grand Final (last 24)
- 2012 Players Tour Championship (PTC1), finále (Jack Lisowski 3-4 Stephen Maguire)
- 2013 China Open, čtvrtfinále